# The Last of Sheila
The Last of Sheila (Brasil: O Fim de Sheila ) é um filme estadunidense, de 1973, dos gêneros drama e suspense, dirigido por Herbert Ross, roteirizado por Stephen Sondheim e Anthony Perkins, música de Billy Goldenberg.

## Sinopse
Um ano após a morte por atropelamento de sua esposa, multimilionário reúne em seu iate para um fim de semana, um grupo de amigos, e com eles estabelece um jogo com múltiplas pistas, onde verdades serão reveladas, incluindo assassinatos. 

## Elenco
- Richard Benjamin ....... Tom
- Dyan Cannon ....... Christine
- James Coburn ....... Clinton Green
- Joan Hackett ....... Lee
- James Mason ....... Philip
- Ian McShane ....... Anthony
- Raquel Welch ....... Alice
- Yvonne Romain ....... Sheila Green (como Yvonne Romaine)
- Pierre Rosso ....... Vittorio
- Serge Citon....... Guido
- Roberto Rossi ....... Capitão